# 1981 (film)
Pour l'année, voir 1981.
Série
1987
(2014)
Pour plus de détails, voir Fiche technique et Distribution.
1981 est un film québécois réalisé par Ricardo Trogi, sorti en 2009 mettant en vedette Jean-Carl Boucher.
Il est le premier film d'une quadrilogie cinématographique, précédant 1987 (sorti en 2014), 1991 (sorti en 2018) et 1995 (sorti en 2024).

## Synopsis
En 1981, la famille Trogi déménage à Sainte-Foy, une banlieue paisible de la classe moyenne. Le père Benito Trogi a vécu la misère durant la Seconde Guerre mondiale avant d'immigrer au Québec et de rencontrer sa femme Claudette, originaire d'une famille modeste de la Côte-Nord. Leur fils de 11 ans, Ricardo, ne connaît que la société de consommation dans laquelle il a grandi. Lecteur du catalogue Distribution aux consommateurs, il rêve d'avoir une tonne d'objets à la mode (montre numérique Casio, équipements de sport, douillette à l'effigie de Star Wars, etc). À son arrivée dans sa nouvelle école, il constate que les autres élèves possèdent plusieurs de ces objets. 
Afin d'intégrer une bande de copains (les K-way rouges) et de séduire la jolie Anne Tremblay, Ricardo doit mentir. Il fait croire à ses amis qu'il possède des magazines Playboy et fait tout pour éviter de travailler comme camelot comme lui demande sa mère. Cependant, la réalité le rattrape quand il s'aperçoit que son père doit travailler dans un centre d'achat comme accordéoniste et que finalement, la famille devra vendre sa résidence neuve, faute de pouvoir payer l'hypothèque.

## Fiche technique
Source : IMDb et Films du Québec
- Titre original : 1981
- Réalisation : Ricardo Trogi
- Scénario : Ricardo Trogi
- Musique : Frédéric Bégin
- Conception artistique : Patrice Vermette
- Décors : Jean-Charles Claveau
- Costumes : Anne-Karine Gauthier
- Maquillage : Micheline Trépanier
- Coiffure : Linda Gordon
- Photographie : Steve Asselin
- Son : Stéphane Houle, François Senneville, Luc Boudrias
- Montage : Yvann Thibaudeau
- Production : Nicole Robert
- Société de production : Go Films
- Sociétés de distribution : Alliance Vivafilm (Canada), Les Films Séville (international)
- Budget : 4,6 millions $ CA
- Pays de production :  Canada
- Tournage : septembre-octobre 2008
- Langue originale : français
- Format : couleur
- Genre : comédie dramatique
- Durée : 102 minutes
- Dates de sortie :
  - Canada : 27 août 2009 (première en ouverture du 33e Festival des films du monde )[2]
  - Canada : 4 septembre 2009 (sortie en salle au Québec)
  - France : 7 décembre 2009 (Festival du cinéma du Québec à Paris)
  - Canada : 15 décembre 2009 (DVD)
- Classification :
  - Québec : Visa général[3]

## Distribution
- Jean-Carl Boucher : Ricardo Trogi
- Sandrine Bisson : Claudette Trogi, la mère de Ricardo
- Claudio Colangelo : Benito Trogi, le père de Ricardo
- Gabriel Maillé : Jérôme Bernatchez, le leader des « K-Way rouges »
- Dany Bouchard : Marchand, un « K-Way rouge »
- Léo Caron : Plante, un « K-Way rouge »
- Marjolaine Lemieux : Aline, l'institutrice
- Claude-Michel Bleau : sergent allemand
- Élizabeth Adam : Anne Tremblay, la belle écolière dont Ricardo est amoureux
- Rose Adam : Nadia Trogi, la sœur de Ricardo, obsédée par son chat Caramel
- Claude Despins : le père d'Anne
- Pierre Mailloux : Dagenais, le directeur d'école
- Simone Chevalot : la secrétaire d'école
- Jean-Robert Bourdage : Me Schneider, avocat
- Lauriane Fortier : l'amie d'Anne Tremblay
- Pierre-Xavier Martel : soldat allemand
- Mikahel Turcot-Beauchemin : Alfonso Trogi, grand-père de Benito, 5 ans
- Ricardo Trogi : le narrateur